# Jämtlandsbuss
AB Jämtlandsbuss var ett bussbolag i Östersund, som bildades 1921 av K. E. Bohman som Bohmans Omnibustrafik. År 1935 köpte AB Sandström & Ljungkvist aktiemajoriteten, varefter namnet ändrades till Östersunds Omnibus AB. Samtidigt målades bussarna gröna i två nyanser, en färg som bussarna i Östersund fick behålla till slutet av 2000.
Företaget köptes senare av Östersunds kommun och bytte namn till AB Jämtlandsbuss. År 1986 invigdes ett stort nytt bussgarage i Odenskog, och det gamla garaget övertogs av Bilbolaget och Wist Last & Buss, vilka sålde Volvo personbilar respektive Volvo lastbilar och bussar.
År 1995 övertogs Östersunds kommunala stadstrafik av Swebus, som 1996–2000 körde nästan all trafik som Jämtlandsbuss tidigare haft, det vill säga stads- och landsbygdstrafiken i Östersunds kommun.
Det som återstod av Jämtlandsbuss efter år 1996 var färdtjänsttrafik under firmanamnet Jämtlandstrafik. Färdtjänsttrafiken och de nyaste bussarna övertogs av Danielssons Busstrafik, efter det att detta företag vinnit anbudet på denna trafik 2000. Kvar av kommunala JämtlandsBuss fanns då ingen trafikverksamhet, och företaget omvandlades till det kommunala bostadsföretaget Vestibulum Fastigheter.
Jämtlandsbuss grönvita färger levde kvar under Swebus tid i stadstrafiken, fram till årsskiftet 2000/2001. Då hade KR Trafik och Orusttrafiken vunnit anbudet på stadstrafiken, medan den förorts- och landsbygdstrafik Jämtlandsbuss och sedermera Swebus kört i utanför tätorten Östersund  (Lit, Brunflo, Orrviken med mera) lades ut på de andra bussbolag som trafikerade kranskommunerna. Swebus körde då i Strömsunds kommun, och fick därmed behålla Lit, där några få gamla grönvita bussar gick fram till 2003, då KR Trafik tog över även denna trafik.